# سامانثا كيلي
سامانثا كيلي (بالإنجليزية: Samantha Kelly)‏ هي لاعبة كرة قدم بريطانية، ولدت في 1997.

## وصلات خارجية
- سامانثا كيلي على موقع الاتحاد الأوربي (الإنجليزية)
- سامانثا كيلي على موقع قاعدة بيانات كرة القدم.إي يو (الإنجليزية)
- سامانثا كيلي على موقع Soccerway.com (الإنجليزية)
- سامانثا كيلي على موقع عالم كرة القدم.نت (الإنجليزية)